# Zuidelijke rivierotter
De zuidelijke rivierotter (Lontra provocax)  is een zoogdier uit de familie van de marterachtigen (Mustelidae). De wetenschappelijke naam van de soort werd voor het eerst geldig gepubliceerd door Thomas in 1908.

## Voorkomen
De soort komt voor in Argentinië en Chili.